# Lijst van voetbalinterlands Brazilië - Panama (vrouwen)
Deze lijst van voetbalinterlands is een overzicht van alle officiële voetbalinterlands tussen de nationale vrouwenteams van Brazilië en Panama. De landen hebben tot nu toe twee keer tegen elkaar gespeeld.

## Wedstrijden
| № | Plaats    | Datum            | Competitie               | Wedstrijd         | Uitslag |
| - | --------- | ---------------- | ------------------------ | ----------------- | ------- |
| 1 | Adelaide  | 24 juli 2023     | WK 2023                  | Brazilië − Panama | 4 − 0   |
| 2 | San Diego | 27 februari 2024 | CONCACAF W Gold Cup 2024 | Brazilië − Panama | 5 − 0   |

## Samenvatting
| Competitie          | Totaal gespeeld | Winst Brazilië | Gelijk | Winst Panama | Doelsaldo Brazilië – Panama |
| ------------------- | --------------- | -------------- | ------ | ------------ | --------------------------- |
| WK-eindronde        | 1               | 1              | 0      | 0            | 4 − 0                       |
| CONCACAF W Gold Cup | 1               | 1              | 0      | 0            | 5 − 0                       |
| Totaal              | 2               | 2              | 0      | 0            | 9 − 0                       |